# Al-Azrak asz-Szamali
Al-Azrak asz-Szamali – miasto w Jordanii, w muhafazie Az-Zarka. W 2015 roku liczyło 9887 mieszkańców. Na południe od miejscowości znajdują się dwa rezerwaty przyrody: Rezerwat bagna Al-Azrak i Rezerwat przyrody Asz-Szaumari.